# Eva Moreda
Eva Maria Moreda Gabaldón (Palma, 7 de abril de 1978), también conocida como Eva Moreda, es una deportista española, Enfermera y Nutricionista de profesión. Ha sido tres veces subcampeona de la Copa de España de carreras por montaña FEDME (2012, 2013, 2014), subcampeona de España en 2016 y campeona de España en 2017 de Ultra trail, subcampeona del mundo de Ultra trail en 2016 y cuarta de Europa de Ultra trail en 2017. 
Empezó a practicar atletismo en 1990, participando a los 14 años a los campeonatos de España de campo a través y medio fondo en pista. Desde entonces ha ido en progresión consiguiendo en 2012, 2013 y 2014 el subcampeonato de la copa de España de carreras para montaña de la FEDME; en 2015, 10º lugar al Campeonato de Europa de carreras de montaña ISF y 10º lugar a la copa del mundo de Skyrunning ISF. En 2016, subcampeona en el Campeonato de España de Ultra Trail y subcampeona en el Campeonato del Mundo de carreras de montaña ISF en la modalidad de Ultra Skymarathon. En 2017, campeona de España de Ultra Trail FEDME, cuarta en el campeonato de Europa de Ultra Trail ISF y quinta en la Copa del Mundo de Ultra Trail ISF, situándose entre las diez mejores del mundo en el ranking. 
Actualmente es miembro del Club Alpino Benalmádena, siendo campeones de España por clubs en 2024.Ha sido miembro del Club deportivo Garden Hoteles, del Club deportivo de montaña Sa Milana-Alaró y en Innova Ocular y ha participado con las selecciones balear, andaluza y española de carreras de montaña.
Es enfermera especialista en Urgencias y Emergencias Extra Hospitalarias Y Nutricionista especialista en nutrición deportiva, clínica y obesidad.

## Resultados seleccionados
- 2010
  - 8º lugar a Osan Cross Mountain
- 2011
  - Campeona de Baleares (1ª Mancor Xtrem)
- 2012
  - 3er lugar a la Haría Extremo (Copa de España)
  - 2º lugar a la Zumaia Flysch Trail (Copa de España)
  - 3er lugar al Trail Rae Otañes (Copa de España)
  - 2º lugar a la Copa de España
- 2013
  - 3er lugar al Trail Rae Otañes (Copa de España)
  - 11º lugar a la KV Cara Amón (Copa del Mundo/(Copa de España)
  - 3er lugar a la Haría Extremo (Copa de España)
  - 10º lugar a la Vallibierna SkyMarathon (Campeonato de España)
  - 3er lugar a la Zumaia Flysch Trail (Copa de España)
  - 2º lugar en La Sagra SkyRace (Copa de España)
  - 2º lugar a la Copa de España
  - 4º lugar a la KV Puig Campana (Campeonato de España KV)
- 2014
  - 3er lugar al Maratón el Valle de Congost (Copa de España)[4]
  - 7º lugar a la KV a Oturia (Copa de España KV)
  - 4º lugar al Trail Cara los Tajos (Copa de España)
  - 11º lugar a la Cegama-Aizcorri (Copa del Mundo Sky)
  - 6º lugar a la Vallibierna Skyrace (Copa de España)
  - 3er lugar a la Zumaia Flysch Trail (Copa de España)
  - 12º lugar a los Dolomites SkyRace (Copa del Mundo Sky)
  - 17º lugar a la Sierre Zinal (Copa del Mundo Sky)
  - 10º lugar a la Matterhorn Ultraks Trail (Copa del Mundo Sky)
  - 2º lugar a la Haría Extremo (Copa de España)
  - 2º lugar a la Copa de España
- 2015
  - 7º lugar al Trail Cara los Tajos (Campeonato de España)[5]
  - 10º lugar a la Cegama-Aizcorri (Campeonato de Europa)
  - 11º lugar a la KV Fuente Dé (Campeonato de España KV)
  - 16º lugar a los Dolomites Skyrace (Copa del Mundo Sky)
  - 11º lugar a la Matterhorn Ultraks. Suiza (Copa del Mundo Sky)
  - 9º lugar a The Rut. 25K. Montana (Copa del Mundo Sky)
  - 12º lugar al Limon Extrem. Italia (Copa del Mundo Sky)
  - 10º lugar a la Copa del Mundo Sky
- 2016
  - 2º lugar al Ultra Montseny (Campeonato de España Ultra)[6]
  - 8º lugar a la Cegama Aizcorri. (Copa del Mundo Sky)
  - 5º lugar al Maratón Alpino Madrileño (Campeonato de España)
  - 2º lugar a la Pierra Menta de Été. Italia. (Parejas mixtas)
- 2017
  - 1º lugar a la Travesera de Picos de Europa (Campeonato de España Ultra)
  - 4º lugar al HighTrail Vanoise, Val d'Isère, Francia (Campeonato de Europa Ultra)